# 二戸市議会
二戸市議会（にのへしぎかい）は、岩手県二戸市に設置されている地方議会である。

## 概要

### 任期
4年

### 定数
18人

### 所在地
岩手県二戸市福岡字川又47番地
二戸市役所3階

### 委員会
- 議会運営委員会
- 広聴広報委員会

#### 常任委員会
- 総務常任委員会
- 文教福祉常任委員会
- 産業建設常任委員会

#### 特別委員会
- 予算特別委員会

### 定例会
- 3月
- 6月
- 9月
- 12月

### 事務局
- 議会事務局

## 会派
| 会派名               | 議席数 | 所属政党   | 議員名（◎は代表）                                                 | 女性議員数 | 女性議員の比率(%) |
| -------------------- | ------ | ---------- | ----------------------------------------------------------------- | ---------- | ----------------- |
| にのへ未来創生会     | 7      | 自由民主党 | ◎沼井賢壮 戸来守和 小田島行伸 田代博之 堀野忠教 菅原規正 出堀満則 | 0          | 0                 |
| 清和会               | 3      | 無所属     | ◎岩崎敬郎 國分敏彦 土佐野淳                                       | 0          | 0                 |
| 優和会               | 3      | 立憲民主党 | ◎髙村人司 駒木昇 新畑鉄男                                         | 0          | 0                 |
| 日本共産党二戸市議団 | 2      | 日本共産党 | ◎畠中泰子 田口一男                                                | 1          | 50                |
| （無会派）           | 1      | 公明党     | 田川晃                                                            | 0          | 0                 |
| （無会派）           | 2      | 無所属     | 柴田清克 内沢真申                                                 | 0          | 0                 |
| 計                   | 18     |            |                                                                   | 1          | 5.55              |

## 定数の推移
「二戸市議会の議員の定数を定める条例」によって定数が決められている。
- 2006年（平成18年）1月1日合併在任特例 - 32人
- 2007年（平成19年）4月22日選挙 - 32人→24人
- 2011年（平成23年）7月31日選挙 - 24人→22人
- 2015年（平成27年）7月26日選挙 - 22人→18人

## 事件
2020年11月9日、議長の小笠原清晃が青森県青少年健全育成条例違反の疑いで逮捕された。小笠原は同年3月23日に、青森県八戸市内の宿泊施設で、10代の女性に、18歳未満と知りながらみだらな行為をしたとされる。また岩手県でも同容疑で逮捕された。11月19日、小笠原は辞職。12月18日、岩手県警二戸署は少女への強制わいせつ容疑で小笠原を逮捕した。小笠原は6月27日午後1時ごろ、二戸市内の自分の事務所で、県内に住む10代少女の体を触るなどしたとされる。